# Maillé-Brézé (D627)
Le Maillé-Brézé est un escorteur d'escadre de la Marine nationale française du type T47, classe Surcouf. Son indicatif visuel est D627. Il est baptisé du nom du célèbre marin Jean Armand de Maillé, marquis de Brézé. Il s'agit de la troisième unité à porter ce patronyme. Il est, depuis 1988, un navire musée accosté au quai de la Fosse du port de Nantes. Il est classé au titre des objets des monuments historiques depuis 1991.

## Histoire
Le Maillé-Brézé est d'abord un escorteur antiaérien, refondu en escorteur anti-sous-marin. Mis sur cale à Lorient le 9 octobre 1953, et lancé le 2 juillet 1955, il est admis au service actif le 4 mai 1957. Sa ville marraine est Saumur. Il est la septième unité d'une série de 18 escorteurs d'escadre.
Pendant dix ans ses missions l'ont conduit dans l'Atlantique et la Méditerranée où il a connu une importante activité. Entre janvier 1967 et août 1968, il bénéficie d’une refonte pour être équipé de moyens de détection et de lutte anti-sous-marine dont un sonar remorqué, caractérisé par son « poisson ». Basé à Brest, l'essentiel de sa mission a alors été le soutien à la Force Océanique STratégique (FOST).
Il est désarmé le 1er avril 1988, avec pour numéro de coque Q661. Il est remis à l'association « Nantes Marine Tradition », et devient un important musée naval à flot, ouvert depuis le 1er juillet 1988. Il fait l'objet d'un classement au titre objet des monuments historiques depuis le 28 octobre 1991.

### Caractéristiques
Caractéristiques initiales (avant refonte ASM) :
- mise en service :  4 mai 1957 ;
- longueur hors tout : 128 m - 132 m après refonte  ;
- largeur : 12 m ;
- tirant d'eau : 5 m ;
- poids : 3 750 tonnes ;
- puissance : 63 000 ch ;
- vitesse maxi : 34 nœuds (à feux poussés, il a établi le 27 mars 1956 le record de vitesse officiel de toute la série des escorteurs d'escadre : 39 nœuds soit 72 km/h) ;

- rayon d'action : 5 000 nautiques à 18 nœuds ;
- armement avant sa refonte ASM, :
  - 3 tourelles doubles de 127 mm anti surface et antiaériennes,
  - 3 affûts doubles (en pseudo tourelles) de 57 mm antiaériennes,
  - 4 pièces simples de 20 mm antiaériennes,
  - 4 plateformes triples de tubes lance-torpilles de 550 mm.

Détection aérienne et sous-marine :
- 1 radar de veille aérienne DRBV-20 ;
- 1 radar de veille surface DRBV-30 ;
- 1 radar de veille combinée DRBV-11 ;
- 2 radars de conduite de tir DRBC-11 et DRBC-30
- 1 sonar de coque DUBV-1 (Détection Ultrasonore Bâtiment Veille) ;
- 1 sonar de coque DUBA-1 (Détection Ultrasonore Bâtiment Attaque).

Après sa refonte (1967-68), il est équipé notamment de :
- 1 rampe de missiles porte-torpille Malafon ;
- 1 lance-roquettes ASM de 375 mm ;
- 2 tourelles simples de 100 mm ;
- 2 pièces simples de 20 mm.

Détection aérienne et sous-marine après refonte :
- 1 radar de veille aérienne DRBV-22 ;
- 1 radar de veille surface DRBV-50 ;
- 1 radar de navigation DRBN-32 ;
- 2 radars de conduite de tir DRBC-32A
- 1 sonar de coque panoramique DUBV-23 ;
- 1 sonar remorqué DUBV-43 A.

### Équipage
347 hommes dont 19 officiers.
L'équipage et les officiers mariniers sont logés dans des postes collectifs, sept pour l'équipage et quatre pour les officiers mariniers, ces derniers étant répartis par catégorie : deux pour les officiers mariniers supérieurs (OMS) et deux pour les officiers mariniers subalternes (OM). Le capitaine d'armes est logé dans une chambre avec un autre OMS. Une autre chambre est attribuée à deux OMS. Les officiers sont logés dans sept chambres à deux. Le commandant en second et l'ingénieur mécanicien disposent d'une chambre individuelle. Deux autres chambres individuelles sont prévues pour deux officiers supérieurs : l'une pour un adjudant de division, si le bâtiment est chef de division ; l'autre pour une autorité supérieure éventuelle accompagnée de son chef d'état-major. Le commandant dispose d'un appartement combinant sa chambre et son bureau avec son carré.

### État Major
En 1957 : 

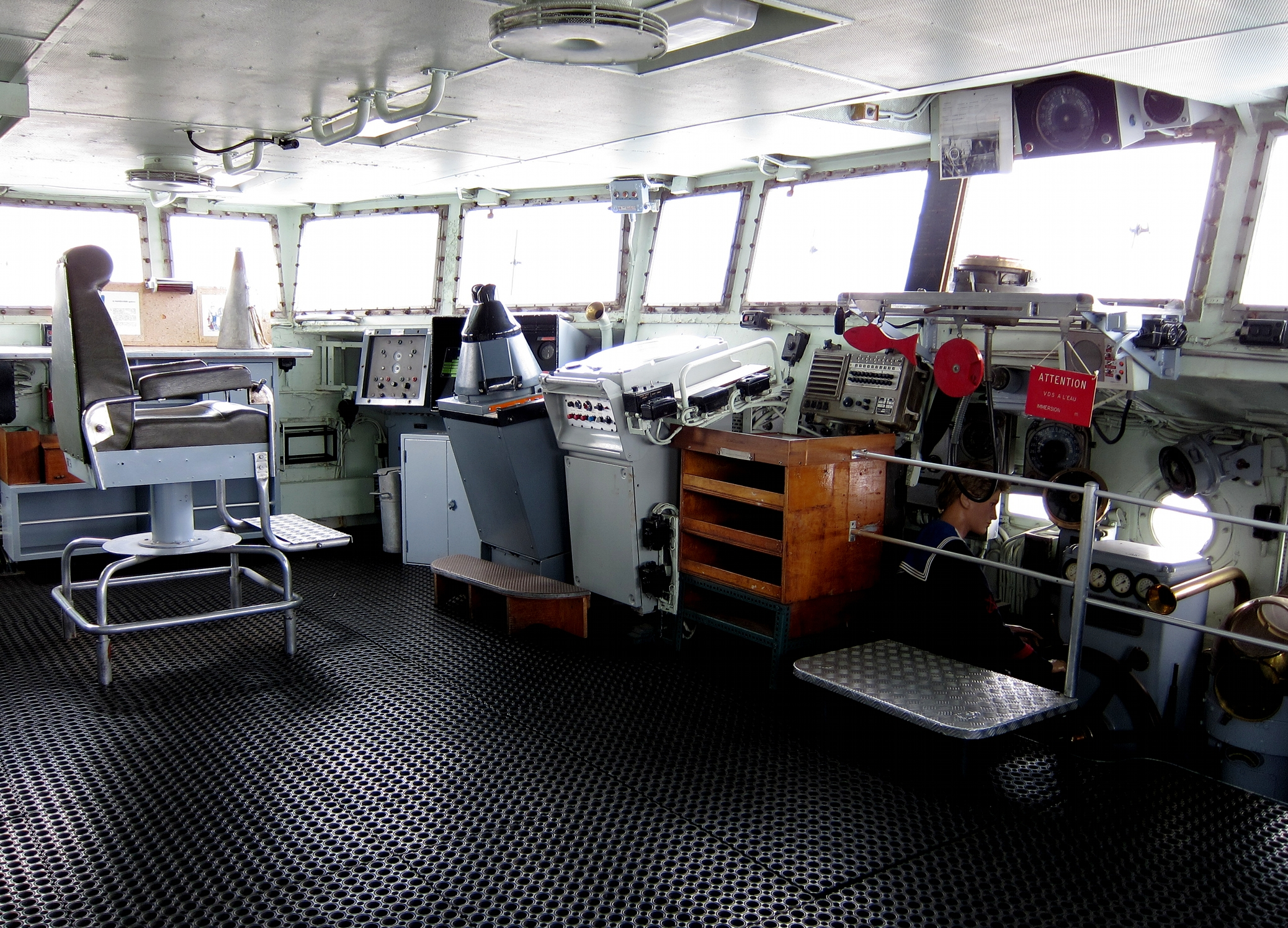
La passerelle et le fauteuil du « pacha ». On distingue un manœuvrier à la barre.

- commandant : capitaine de frégate Mauduit ;
- commandant en second : capitaine de corvette Coulondres ;
- officier ASM : lieutenant de vaisseau Gouton ;
- officier ART : lieutenant de vaisseau Toubeau ;
- officier Détecteur : lieutenant de vaisseau Radius.

### Premières escales et missions
Départ de Lorient en février 1957 :
- 1957 : Bergen, Bodø, Tromsø, Hammerfest, Oslo, Hambourg, Gibraltar, Palma de Majorque, Bizerte, Liban, Alger, Oran, Mers el-Kébir, Arzew, Bastia ;
- 1958 : Bône, Bougie, Arzew, Malte, Palerme, Sciacca, Naples.

## Musée Naval
Il est remis à l'association Nantes Marine Tradition en 1988, qui l'a transformé en musée naval ancré sur le quai de la Fosse à Nantes. À son bord, on découvre son équipement complet, tel que les embarcations et les apparaux de mouillage, le matériel de détection et l'armement ainsi que les locaux vie.

## Dans l'art

### Art urbain
En septembre 2015, dans le cadre du festival  d’art urbain « Teenage kicks », le bâtiment est peint sur la partie côté fleuve de la coque, ainsi que sur sa passerelle, ses cheminées et son canon. L'œuvre temporaire est réalisée par les deux artistes Velvet et Zoer, qui s'inspirent du camouflage Dazzle (Razzle Dazzle) imaginé par l'anglais Norman Wilkinson pour la Royal Navy lors de la Première Guerre mondiale pour rendre difficile l'identification des bâtiments par la marine allemande, notamment par ses sous-marins. Afin de permettre un nettoyage rapide du navire au terme de l'évènement, la peinture est appliquée sur une couche de cire appliquée préalablement.

### Décor de cinéma
Entre mai et juin 2016, le navire est utilisé comme élément de décor par le réalisateur Christopher Nolan lors du tournage de Dunkerque, qui s'inspire de l'opération Dynamo, l'évacuation des troupes britanniques et françaises à Dunkerque du 24 mai au 4 juin 1940, lors de la Seconde Guerre mondiale. Pour les besoins du film, le Maillé Brézé ayant été construit et en activité bien après l'époque que relate le film, certains éléments modernes sont démontés. N'ayant aucun moyen de propulsion, le bâtiment est remorqué jusqu'à Saint-Nazaire où sont effectués des travaux d'aménagement (qui durent cinq jours), puis jusqu'à Dunkerque. L'ensemble des frais (transformation, remise en état, remorquage et frais d'immobilisation) sont pris en charge par la société de production Warner Bros. Le Maillé-Brézé a été absent de Nantes entre mi-avril et mi-juillet 2016.